# Wiesława Gałka
Krystyna Wiesława Gałka z d. Jarka (ur. 10 maja 1950 w Żabinie) – pedagog, historyk, działaczka społeczna, regionalistka, propagatorka tradycji 5 Pułku Ułanów Zasławskich.

## Życiorys
Pochodzi z rodziny robotniczej, córka Edwarda i Teresy z d. Twardziak. Uczęszczała do SP w Żabinie (1964) oraz do Technikum Przemysłu Papierniczego w Ostrołęce (1969), następnie do Studium Nauczycielskiego w Ostrołęce (1985). Ukończyła Wyższą Szkołę Pedagogiczną w Olsztynie (1999), uzyskując tytuł magistra pedagogiki, i studia podyplomowe w Instytucie Studiów nad Rodziną na Uniwersytecie Kardynała Stefana Wyszyńskiego w Warszawie (2001).
W latach 1969–1979 pracowała w administracji ZSZ nr 2 w Ostrołęce, następnie jako starsza księgowa w Wydziale Oświaty i Wychowania w Ostrołęce (1979–1980). W 1980 r. była kierowniczką Biura Okręgu ZNP w Ostrołęce. W 1981 r. pracowała jako nauczyciel wychowawca internatu w ZSZ nr 1 w Ostrołęce, w latach 1981–1987 jako specjalistka do spraw kadrowych w ZSZ nr 3, a od 1987 r. jako nauczycielka w ZSZ nr 2 w Ostrołęce. Od 1969 r. należy do Związku Nauczycielstwa Polskiego, działała m.in. jako sekretarz, wiceprezes Ogniska, członek Zarządu Oddziału. Należy do Towarzystwa Przyjaciół Ostrołęki oraz Stowarzyszenia Pomocy Szkole Oddział w Ostrołęce. Współorganizowała wakacyjne i środowiskowe Ochotnicze Hufce Pracy w ZSZ nr 2 i wymianę młodzieży polsko-niemieckiej ZSZ nr 2 w Ostrołęce z Berufsbildende Schulen w Meppen. Była członkiem Oddziału PTTK „Celuloza” w Ostrołęce, sekretarzem Koła Przyjaciół 5 Pułku Ułanów Zasławskich w Ostrołęce (1989–2004). Od 2004 r. pełni funkcję skarbnika Krajowego Koła Weteranów, Ich Rodzin i Przyjaciół 5 Pułku Ułanów Zasławskich w Ostrołęce, obecnie jest prezesem tego Koła. Organizuje różne formy działalności szkolnej i środowiskowej, upamiętniające historię Kurpiowszczyzny i patriotycznych tradycji Wojska Polskiego, w tym szczególnie 5 Pułku Ułanów Zasławskich.
W 1993 r. założyła i prowadzi Izbę Tradycji 5 Pułku Ułanów Zasławskich. Jest autorką 5 tomów kroniki działalności wychowawczej ZSZ nr 2 w szkole i środowisku. Od 1991 r. jest koordynatorką i sekretarzem organizacji corocznych świąt 5 Pułku Ułanów Zasławskich w Ostrołęce. Organizowała liczne wystawy militariów i twórczości regionalnej w ZSZ nr 2, spotkania z ciekawymi ludźmi w Izbie Tradycji dla młodzieży ze szkół ostrołęckich i regionu. Była współorganizatorką sesji popularnonaukowych o tematyce 5 Pułku Ułanów Zasławskich. Współpracuje z Muzeum i Instytutem im. gen. W. Sikorskiego w Londynie i wieloma instytucjami wojskowymi, muzealnymi oraz samorządowymi, stowarzyszeniami kombatanckimi i kawaleryjskimi oraz Polonią USA i Anglii. Jej dewizą jest myśl Fritza Leista: Na wszystkim wyciskaj znamię miłości, tylko to się ostanie.
25 września 2016 nastąpiło odsłonięcie nowego pomnika w hołdzie żołnierzom 5 Pułku Ułanów Zasławskich na miejscu dawnego głazu, wg projektu Leszka Sokolla. Budowa trwała w latach 2015–2016, rozpoczęła się z inicjatywy Wiesławy Gałki i Krajowego Koła Weteranów, Ich Rodzin i Przyjaciół 5 Pułku Ułanów Zasławskich w Ostrołęce. Ważnym elementem pomnika są urny z ziemią z pola bitwy pod Zasławiem, z Polskiego Cmentarza Wojennego w Katyniu oraz z „Łączki” – Cmentarza Wojskowego na Powązkach w Warszawie.
Jest żoną Wiesława – pracownika Stora Enso Poland SA, mają dwoje dzieci: Grzegorza i Ewę. Mieszka w Ostrołęce.

## Medale i odznaczenia
- Srebrny i Złoty Krzyż Zasługi
- Krzyż Kawalerski Orderu Odrodzenia Polski
- Medal Komisji Edukacji Narodowej
- Złota Odznaka ZNP
- Odznaka „Za zasługi dla województwa ostrołęckiego”
- Brązowy, Srebrny[1] i Złoty Medal „Za zasługi dla obronności kraju”[5]
- Srebrna Odznaka OHP
- Nagrody Kuratora Oświaty i Wychowania
- Nagrody Prezydenta Miasta Ostrołęki

Źródło: Słownik biograficzny Kurpiowszczyzny XX wieku.

## Opracowania (wybór)
- Działalność wychowawcza Zespołu Szkół zawodowych nr 2 im. 5 Pułku Ułanów Zasławskich w Ostrołęce w latach 1987–1998, Olsztyn 1999
- 85. rocznica Bitwy pod Zasławiem IX 1920 – jednodniówka, Stowarzyszenie Krajowe Koło Weteranów ich rodzin i Przyjaciół 5 Pułku Ułanów Zasławskich w Warszawie z siedzibą w Ostrołęce, Ostrołęka 2005
- Katyń 1940. Pamiętamy – Ostrołęka 2010. Ofiary zbrodni katyńskiej związane z 5 Pułkiem Ułanów i Ziemią Ostrołęcką, Stowarzyszenie Krajowe Koło Weteranów, Ich Rodzin i Przyjaciół 5 Pułku Ułanów Zasławskich, Ostrołęka 2010
- 5 Pułk Ułanów Zasławskich. 100 lat niepodległości, Kurpiowska Organizacja Turystyczna, Ostrołęka, 2018, ISBN 978-83-8009-891-6.

Artykuły informacyjno-historyczne były zamieszczane w „Tygodniku Ostrołęckim”, „Ratuszu Ostrołęckim”, „Wędrowcu Nadnarwiańskim”, „Głosie Polskim” w Kanadzie oraz w Kronice Miasta Ostrołęki.